# Clare Higgins

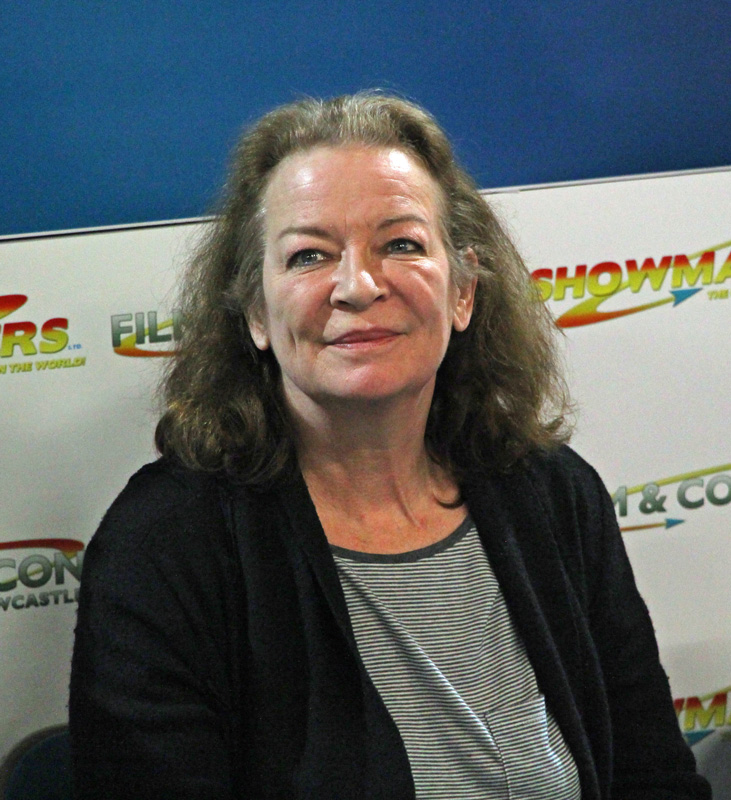
Clare Higgins (2016)

Clare Frances Elizabeth Higgins (* 10. November 1955 in Bradford, England) ist eine britische Film- und Theaterschauspielerin.

## Leben
Clare Higgins wurde als zweites von fünf Kindern in eine Lehrerfamilie geboren. In ihrer Jugend wurde sie der Konventschule, die sie besuchte, verwiesen. Als 17-Jährige lief sie von zu Hause weg, mit 19 Jahren gebar sie einen Jungen, den sie zur Adoption freigab.
Higgins begann ihre Schauspielkarriere im Theater, wo sie schnell für Rollen in London und an New Yorker Broadway-Theatern engagiert wurde. Ihre Filmkarriere begann sie in der Rolle der Kitty Bennett in einer Miniserienadaption von Jane Austens Stolz und Vorurteil. Ihre zweite Rolle hatte sie als Christine Manson in der Fernsehserie The Citadel. Ihre bedeutendsten Leinwandrollen hatte sie als Julia in Hellraiser und Hellraiser II Hellbound.

## Filmografie (Auswahl)
- 1980: Pride and Prejudice (Fernsehserie, 5 Folgen)
- 1983: The Citadel (Fernsehserie, 9 Folgen)
- 1985: Nineteen Nineteen
- 1987: Hellraiser – Das Tor zur Hölle (Hellraiser)
- 1988: The Fruit Machine – Rendezvous mit einem Killer (The Fruit Machine)
- 1988: Hellbound – Hellraiser II (Hellbound: Hellraiser II)
- 1993: Bad Behaviour
- 1994: Vaterland (Fatherland, Fernsehfilm)
- 1995: Thin Ice
- 1996: Small Faces
- 1996: Gerichtsmediziner Dr. Leo Dalton (Silent Witness, Fernsehserie, 8 Folgen)
- 1998: B. Monkey
- 2000: Haus Bellomont (The House of Mirth)
- 2004: Stage Beauty
- 2004: The Libertine
- 2005: Bigger Than the Sky
- 2005: Inspector Barnaby (Midsomer Murders, Fernsehserie, Folge 8x09: Melodie des Todes (Midsomer Rhapsody))
- 2007: Cassandras Traum (Cassandra’s Dream)
- 2007: Der Goldene Kompass (The Golden Compass)
- 2007: Inspector Barnaby (Midsomer Murders, Fernsehserie, Folge 10x8: Geliebt, gejagt, getötet (Death In A Chocolate Box))
- 2008: Spring 1941
- 2009: Being Human (Fernsehserie, 2 Folgen)
- 2009: Der Aufpasser (Minder, Fernsehserie, Folge 1x04)
- 2010: Toast
- 2010: Inspector Barnaby (Midsomer Murders, Fernsehserie, Folge 11x7: Die Untoten von Barton Woods (Talking To The Dead))
- 2012: Die fürchterliche Furcht vor dem Fürchterlichen (A Fantastic Fear of Everything)
- 2012: Downton Abbey (Fernsehserie, 2 Folgen)
- 2012: Parade’s End – Der letzte Gentleman (Parade’s End, Fernsehserie, 4 Folgen)
- 2013: Das hält kein Jahr…! (I Give It a Year)
- 2014: New Tricks – Die Krimispezialisten (New Tricks, Fernsehserie, Folge 11x03)
- 2014: Rogue (Fernsehserie, 10 Folgen)
- 2015: EastEnders (Fernsehserie, 9 Folgen)
- 2015: Doctor Who (Fernsehserie, 2 Folgen)
- 2017–2020: Eine lausige Hexe (The Worst Witch, Fernsehserie, 52 Folgen)
- 2019: Vera – Ein ganz spezieller Fall (Vera, Fernsehserie, Folge 9x04)
- 2022–2025: Sandman (The Sandman, Fernsehserie, 5 Folgen)